# Myxidium profundum
Myxidium profundum is een microscopische parasiet uit de familie Myxidiidae. Myxidium profundum werd in 1981 beschreven door Zubchenko & Krasin. 